# Paolo Gasparini
Paolo Gasparini (Gorizia, 1934), es un fotógrafo venezolano, nacido en Italia. Formado como fotógrafo dentro de la corriente neorrealista italiana, se consolidó como uno de los fotógrafos más influyentes de América Latina. Es hermano del arquitecto Graziano Gasparini.

## Biografía
En 1954 emigra a Venezuela, donde ya vivía su hermano Graziano desde 1948. Allí funda el estudio Arquifoto, en el que empieza a trabajar en fotografía arquitectónica.
En 1958 el MoMA adquiere algunas de sus fotografías y en 1959, participa en la esxposición Photography at Mid-Century en el George Eastman Museum.

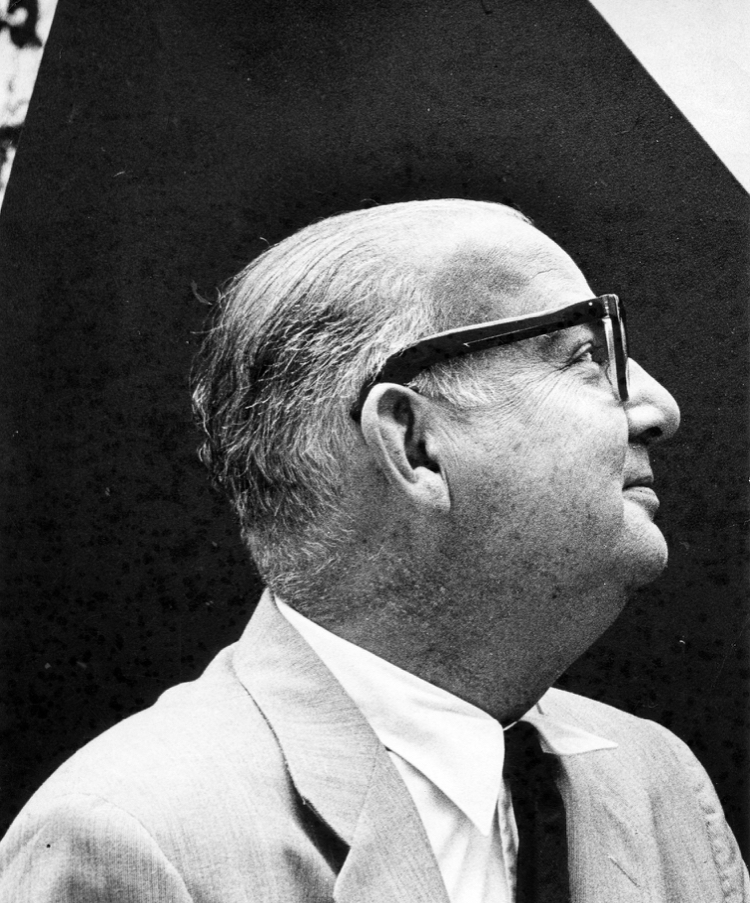
Carlos Raúl Villanueva fotografiado por Paolo Gasparini en 1957.

En 1959 publica su primer fotolibro, Bobare, «el pueblo más pobre, más abandonado y más miserable del estado Lara», según sus propias palabras. Se trata de un libro de fotografía realista influenciado por Un paese, de Paul Strand, a quien conoció en Francia en 1956. En 1961 expuso Rostros de Venezuela el Museo de Bellas Artes de Caracas.
Entre 1961 a 1965 vivió en Cuba, donde colaboró con Alejo Carpentier en la revista Revolución. En el año 1964, se casa con Franca Donda en La Habana, su padrino de bodas fue su gran amigo, el escritor italiano Italo Calvino

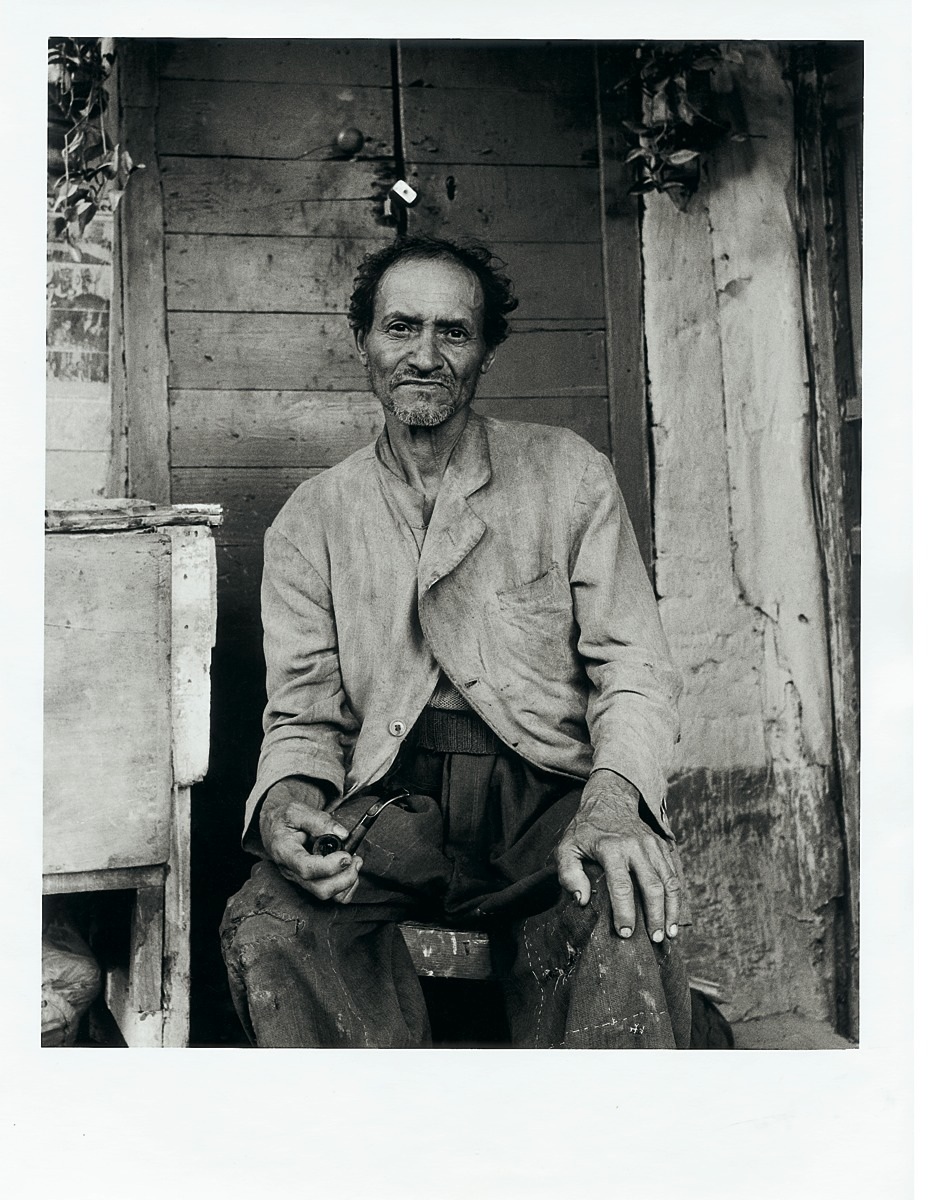
Bárbaro Rivas en su casa de Petare, fotografiado por Paolo Gasparini en 1957.

A finales de la década de los 60 regresa a Caracas, donde reside actualmente.

## Obra

### Fotolibros
- Bobare (Caracas, 1959)
- La ciudad de las columnas (La Habana, 1970), con textos de Alejo Carpentier
- Para verte mejor, América Latina (Ciudad de México, 1972)
- Retromundo (Caracas, 1986), con diseño de Álvaro Sotillo
- El Suplicante (Ciudad de México, 2011), con textos de Juan Villoro
- Karakarakas (Caracas, 2014)
- Del reverso de las imágenes (Ciudad de México, 2015),
- Andata e ritorno 1953-2016 (Caracas, 2015)

### Antologías
- Paolo Gasparini, (Madrid, 2021)[13]

## Distinciones
1994 - Premio Nacional de Fotografía de Venezuela